# Annie Brouwer-Korf

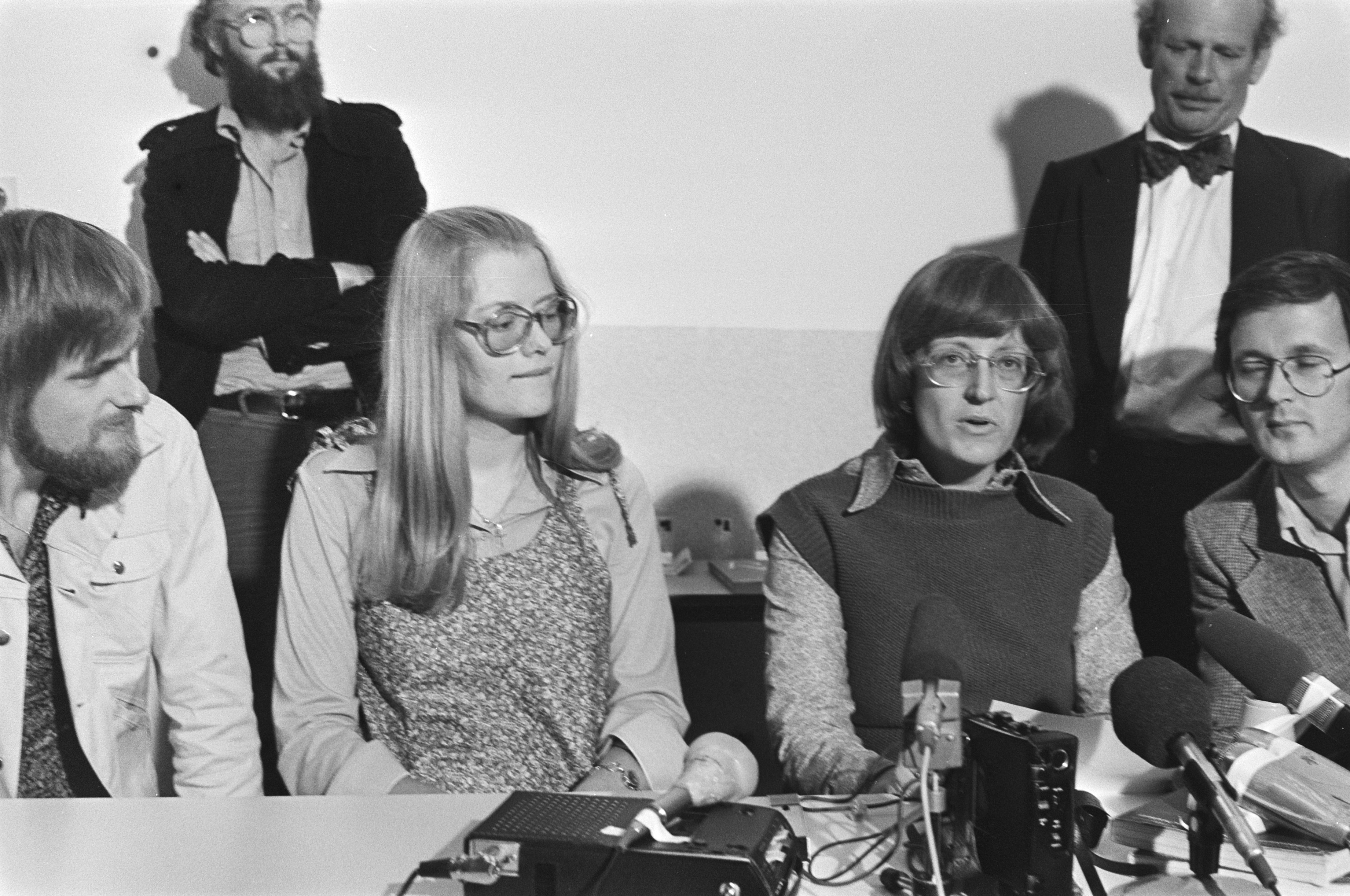
Annie Brouwer-Korf (tweede van rechts) bij de persconferentie na haar vrijlating bij de treinkaping bij De Punt (1977).

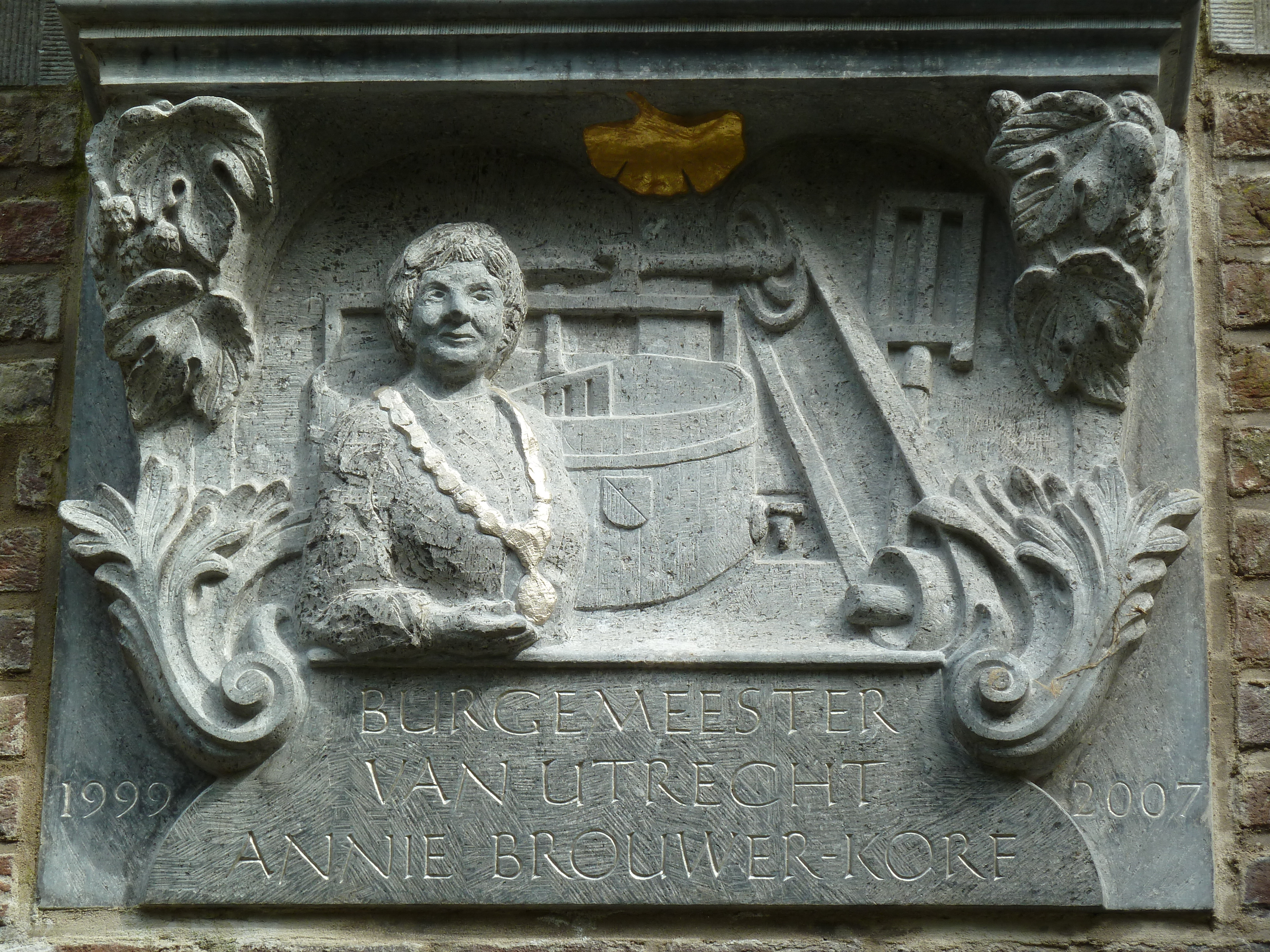
Brouwer-Korf uitgebeeld op een lantaarnconsole aan de Oudegracht 328 in Utrecht

Annie Henny Brouwer-Korf (Groningen, 19 juli 1946 – Utrecht, 17 mei 2017) was een Nederlands politiek bestuurder. Ze was lid van de PvdA.

## Carrière
Brouwer-Korf studeerde rechten aan de Rijksuniversiteit Groningen (mr.) en was van 1970 tot 1975 medewerker rechtspositiezaken bij het Academisch Ziekenhuis Groningen. Van 1975 tot 1977 was zij hoofd van deze afdeling.
Op 23 mei 1977 was Brouwer-Korf een van de passagiers in de bij de treinkaping bij De Punt door Molukkers gekaapte trein. Ze was op dat moment drie maanden zwanger van haar eerste kind. Zij werd op 5 juni 1977 vrijgelaten, samen met een andere zwangere vrouw. Zes dagen later werd de kaping gewapenderhand beëindigd. Deze gebeurtenis was voor haar aanleiding om de politiek in te gaan.
Ze kwam in 1978 in de gemeenteraad van Nijmegen. In 1982 werd Brouwer-Korf wethouder in deze gemeente. Van 1989 tot 1994 was ze burgemeester van Zutphen en vervolgens was ze tot 1999 burgemeester van Amersfoort. In beide plaatsen was zij de eerste vrouw die de ambtsketen mocht dragen.
Tussen 1999 en 2008 was zij burgemeester van de gemeente Utrecht, als opvolger van Ivo Opstelten. Toen in 2001 de gemeente Vleuten-De Meern onderdeel werd van de gemeente Utrecht, werd zij benoemd tot burgemeester van de 'nieuwe' gemeente Utrecht. Op 31 december 2007 ging zij met pre-pensioen, maar bleef actief in allerlei raden en commissies. Zij was voorzitter van de Raad van Toezicht van de Open Universiteit (vanaf 2008) en het Nationaal Reumafonds en lid van de Onderzoeksraad voor Veiligheid.
In 2005 werd zij officier in de Orde van Oranje-Nassau. Bij haar afscheid in 2007 als burgemeester van Utrecht ontving zij de Gouden Stadsmedaille met de inscriptie “Burgemeester van ons allemaal voor ons allemaal." Haar afscheidscadeau aan de stad Utrecht was een sculptuur met de titel 'A mon seul Désir' gemaakt door Margot Berkman en Eline Janssens.
Ze overleed op 70-jarige leeftijd. Haar uitvaart vond plaats in de Utrechtse Nicolaïkerk.

## Annie Brouwer-Korfprijs
In 2007 stelde de organisatie van het festival Midzomergracht de Annie Brouwer-Korfprijs in voor mensen of organisaties die zich bijzonder inzetten voor de emancipatie en acceptatie van homo- en biseksuelen. De prijs wordt jaarlijks uitgereikt tijdens het festival. Brouwer-Korf kreeg de prijs in 2007 zelf uitgereikt. Sinds 2023 wordt de prijs uitgereikt als onderdeel van het Utrecht Queer Culture Festival, op 11 oktober, Coming-Outdag.

## Onjuist overlijdensbericht
Op 11 augustus 2006 stond op NOS Teletekst ruim 20 seconden een foutief overlijdensbericht over Brouwer die toen in functie was als burgemeester van Utrecht. Dit bericht werd ook overgenomen door BNR Nieuwsradio waar haar overlijden in de uitzending werd gemeld en na drie minuten werd gecorrigeerd. Aanleiding voor de melding was een ontvangen e-mailbericht (vol spelfouten) waarin gemeld werd dat Brouwer aan een legionellabemetting was overleden. Wel was zij een dag eerder daadwerkelijk wegens een legionellabesmetting in een Utrechts ziekenhuis opgenomen.